# 10179 Ishigaki
A 10179 Ishigaki (ideiglenes jelöléssel 1996 DE) a Naprendszer kisbolygóövében található aszteroida. Kobajasi Takao fedezte fel 1996. február 18-án.